# Netsh
Em computação, netsh, ou shell de rede, é um utilitário de linha de comando incluído nos sistemas operacionais Windows NT da Microsoft, encontrado a partir do Windows 2000. Ele permite a configuração local ou remota de dispositivos de rede, como a interface.

## Visão geral
Um uso comum do netsh é redefinir a pilha TCP/IP para os parâmetros padrões conhecidos, tarefa que no Windows 98 exigia a reinstalação do adaptador TCP/IP. Deste modo, um arquivo de log deve ser fornecido, que será preenchido com os valores netsh afetados.
O netsh, entre muitas outras coisas, também permite que o usuário altere o endereço IP em sua máquina.
A partir do Windows Vista, também é possível editar as configurações sem fio (por exemplo, SSID), usando o netsh.
O netsh também pode ser usado para ler informações da pilha IPv6.
O comando netsh winsock reset pode ser usado para redefinir problemas de TCP/IP ao se comunicar com um dispositivo em rede.

## Comandos básicos
Exibir Configuração atual de IP
- netsh interface ip show config
Exibir estado dos adaptadores de rede
- netsh interface show interface
Exibir estado do adaptador sem fio
- netsh wlan show interface
Exibir endereço com o protocolo ipv6
- netsh interface ipv6 show address
Atribuir IP, Máscara e Gateway a um adaptador de rede
- netsh int ip add address "Adaptador de rede" static "endereço ip" "máscara" "gateway"
ex: netsh int ip add address "REDE_LOCAL" "192.168.1.10" "255.255.255.0" "192.168.1.254"
Atribuir DNS Primário a um adaptador de rede
- netsh int ip add dns "Adaptador de rede" static "endereço do servidor de dns" primary
ex: netsh int ip add dns "REDE_LOCAL" static 192.168.1.1 primary
Atribuir DNS Secundário a um adaptador de rede
- netsh int ip add dns "Adaptador de rede" addr="endereço do servidor de dns" index=2
ex: netsh int ip add dns "REDE_LOCAL" addr=192.168.1.248 index=2
Ativar firewall do Windows
- netsh advfirewall set currentprofile state on
Desativar firewall do Windows
- netsh advfirewall set currentprofile state off